# Khotang District
Khotang District er et af Nepals 75 administrative og politiske regioner, betegnet distrikter (lokalt betegnet district, zilla, jilla el. जिल्ला). Khotang er et distrikt i bakkeområdet Middle Hills, som ligger i Sagarmatha Zone i Eastern Development Region.
Khotang areal er 1.591 km² og der boede ved folketællingen 2001 i alt 231.385 og i 2007 258.457 og i 2011 206.312 i distriktet. Distriktets politiske organ District Development Committee er sammensat gennem indirekte valg, med repræsentation fra hver af de 9-17 administrative enheder ilakaer, hvert distrikt er opdelt i. 
Khotang District er endvidere opdelt i 76 udviklingskommuner (lokalt navn: Gaun Bikas Samiti (G.B.S.) el. Village Development Committee (VDC)), hvoraf byer med over 10.000 indbyggere kategoriseres som købstæder (municipalities). 
Khotang District er udviklingsmæssigt – gennem anvendelse af FN og UNDP's Human Development Index – kategoriseret som nr. 45 ud af Nepals 75 distrikter.

## Eksterne links
- Kort over Khotang District
- Khotang District sundhedsprofil – fra FN-Nepal (på engelsk)

27°12′N 86°47′Ø / 27.2°N 86.78°Ø